# لئون بلوم
آندره لئون بلوم (فرانسوی: André Léon Blum‎؛ زاده ۹ آوریل ۱۸۷۲ – درگذشته ۳۰ مارس ۱۹۵۰) یک سیاست‌مدار اهل فرانسه بود.